# Домский собор (Тарту)
Домский собор Тарту (эст. Tartu toomkirik), Дерптский Домский собор (нем. Dorpater Domkirche), Домский собор Петра и Павла — одна из достопримечательностей эстонского города Тарту. Внесён в Государственный регистр памятников культуры Эстонии, частично разрушен; состояние при инспектировании 12 апреля 2018 года — хорошее. В восстановленной части находится музей Тартуского университета.

## История
Холм, на котором был возведён собор, расположен у реки Эмайыги. Ранее на нём располагалась одно из крупнейших укреплений эстонских язычников. Стратегическое расположение места позволяет предположить, что оно было заселено с древнейших времён. В 1224 году языческая крепость была уничтожена войском Ордена меченосцев. Сразу после победы, христиане приступили к строительству крепости, Castrum Tarbatae, в которой расположился первый епископ Дорпата Герман фон Буксгевден. Остатки древних стен обнаруживаются при археологических раскопках.
Строительство готического собора на северной стороне холма предположительно началось во второй половине XIII века. Вокруг него расположено кладбище и дома служителей культа. Собор освятили в честь святых Петра и Павла, бывших покровителями Тарту. Собор стал центром Дерптского епископства, а его здание заняло место в ряду крупнейших религиозных строений Восточной Европы.
По первоначальному архитектурному плану собор должен был быть базиликой, но последующая пристройка хоров сделала его больше похожим на зальный храм. Первая пристройка хоров и нефа была произведена уже а 1299 году. К 1470 году появились высокие хоры, колонны и арки которых были выполнены в стиле кирпичной готики. Строительство собора завершилось в конце XV века возведением двух массивных башен, имевших высоту 66 м, по бокам от западного фасада. Вокруг собора возвели стену, отделившую резиденцию епископа от остального города.

## Упадок
В середине 1520-х годов в Тарту началось влияние Реформации. 10 января 1525 года собор подвергся нападению протестантских иконоборцев, после чего началось всё нарастающее его разрушение. После депортации в Россию последнего католического епископа Дерпта, Германа Везеля (епископство с 1554 по 1558, ум. в 1563), собор был закрыт. Во время Ливонской войны (1558–1583) русская армия разрушила Тарту, а вместе с ним и собор. Когда в 1582 году город перешел под власть Польши, католики собирались восстановить собор, но разразившаяся Польско-шведская война (1600–1611) нарушила эти планы. Пожар 1624 года добавил новые повреждения.
В 1629 году Тарту перешел под шведское господство. Новые власти интереса к старому зданию почти не проявили, из-за чего оно всё больше превращалось в руины. Функционировало только кладбище, использовавшееся для погребения горожан вплоть до XVIII века. Сохранившаяся часть здания была превращена в овин. В 1760-х годах высота обеих башен была уменьшена до 22 м, т.е. до уровня нефа, после чего на них разместили пушки. В это же время был замурован главный вход.

## Университет
После повторного открытия Дерптского университета (нем. Kaiserliche Universität zu Dorpat) с преподаванием на немецком языке (ранее с 1632 по 1665 работал шведский университет), который 12 апреля 1802 года основал Александр I, на руинах собора по проекту архитектора Йогана Вильгельма Краузе построили трёхэтажную университетскую библиотеку. Работа велась с 1804 по 1807 год. Краузе планировал также организовать в одной из башен обсерваторию, но эта идея не была реализована. Обсерваторию выстроили заново. К концу XIX века северная башня была превращена в водонапорную башню.
В 1960-х годах здание библиотеки было расширено и оборудовано центральным отоплением. Когда в 1981 году университет построил новую библиотеку, оно было превращено в исторический музей университета (эст. Tartu Ülikooli ajaloomuuseum). Масштабная реставрация здания была проведена в 1985 году. В ходе неё был восстановлен интерьер XIX века. В настоящее время музей хранит множество экспонатов, имеющих для университета историческую ценность, в том числе научные инструменты и редкие книги. Остатки внешних стен хоров и другие руины законсервированы.

## Домская горка
Место, где находится собор — Домская горка, она же Тоомемяги (эст. Toomemägi), в XIX веке было превращено в парк. В нем установлено несколько памятников учёным и литераторам, чья жизнь была связана с Тарту:
- Карл Эрнст фон Бэр (1792—1876) — выдающийся естествоиспытатель;
- Кристьян Яак Петерсон (1801—1822) — первый эстонский поэт;
- Николай Иванович Пирогов (1810—1881) — великий русский врач;
- Фридрих Роберт Фельман (1798—1850) — писатель, автор идеи эпоса «Калевипоэг».

Дорога вниз с холма к центру города проходит через Ангелов мост (эст. Inglisild — название которого, скорее всего, является искажённым эстонским „Inglise sild“ (нем. Englische Brücke, «Английский мост») — построенный между 1814 и 1816 годами. На мосту имеется рельефное изображение первого ректора восстановленного университета Георга Фридриха Паррота (1767—1852) и девиз «Otium reficit vires» («Отдых восстанавливает силы»).
Также на Домской горке находятся Верховный суд Эстонии, историческая Тартуская обсерватория, построенная в 1811 году, и Старый анатомический театр.